# Distretto di Bolhrad
Il distretto di Bolhrad (in ucraino Болградський район?, Bolhrads'kyj rajon), è un distretto dell'Ucraina situato nell'oblast' di Odessa con capoluogo Bolhrad. Ha una popolazione di 144 377 abitanti.

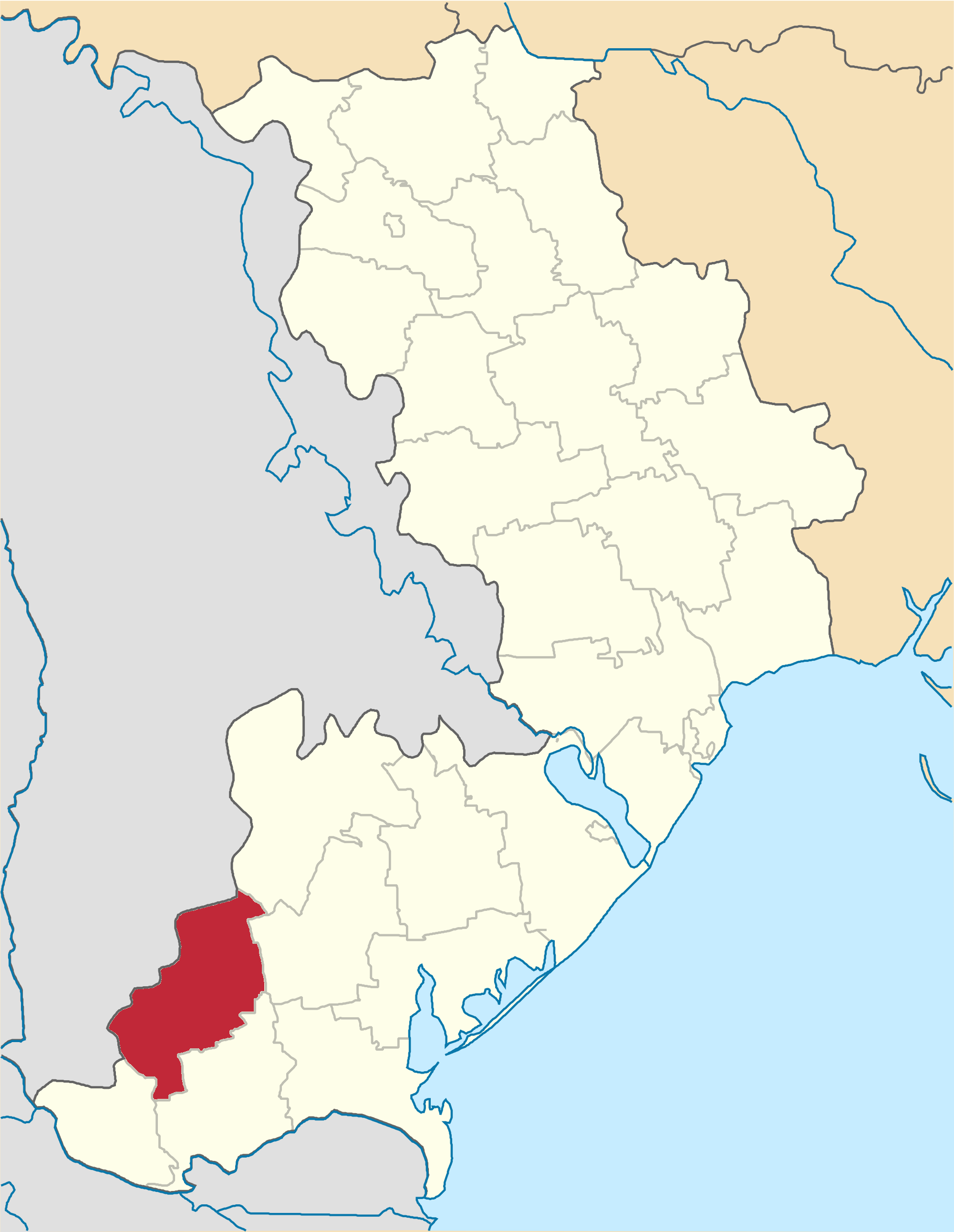
Territorio del distretto prima della riforma amministrativa del 2020

Il distretto è stato costituito nel 1940 e il 18 luglio 2020, a seguito della riforma amministrativa in Ucraina, il numero di distretti componenti l’oblast’ di Odessa fu ridotto a sette e il distretto di Bolhrad fu notevolmente ampliato, andando così ad incorporare i distretti soppressi di Tarutyne e Arcyz..